# Munsey Park
Munsey Park és una població dels Estats Units a l'estat de Nova York. Segons el cens del 2000 tenia 2.632 habitants.

## Demografia
Segons el cens del 2000, Munsey Park tenia 2.632 habitants, 817 habitatges, i 731 famílies. La densitat de població era de 1.954,3 habitants/km².
Dels 817 habitatges en un 48,6% hi vivien nens de menys de 18 anys, en un 82,6% hi vivien parelles casades, en un 5% dones solteres, i en un 10,5% no eren unitats familiars. En el 9,3% dels habitatges hi vivien persones soles el 5,3% de les quals corresponia a persones de 65 anys o més que vivien soles. El nombre mitjà de persones vivint en cada habitatge era de 3,22 i el nombre mitjà de persones que vivien en cada família era de 3,43.
Per edats la població es repartia de la següent manera: un 30,8% tenia menys de 18 anys, un 4,8% entre 18 i 24, un 23,6% entre 25 i 44, un 28,5% de 45 a 60 i un 12,4% 65 anys o més.
L'edat mediana era de 40 anys. Per cada 100 dones de 18 o més anys hi havia 93,3 homes.
La renda mediana per habitatge era de 149.100 $ i la renda mediana per família de 159.147 $. Els homes tenien una renda mediana de 100.000 $ mentre que les dones 46.250 $. La renda per capita de la població era de 66.772 $. Entorn de l'1,6% de les famílies i el 2,3% de la població estaven per davall del llindar de pobresa.